# ゆゆん
ゆゆん（正式名称はゆ、ゆゆゆゆゆん）は、日本のバンド。

## 概要
2013年9月結成。東京のライブハウスを中心に活動。
2016年7月2日にゆりえからメンバーに解散の申し出（後日、休止に訂正）があり、活動休止。

## メンバー
ゆりえ（Vo&Ba）
（ex スカートの中）
まりな（Gt&Cho）
（ex 日本マドンナ）
イシバシリサ（Gt&Cho）
（ex アイマイミー）
イシカワミナ子（Dr&Cho）
（ex The alps）
Other Works: Drop's 、「NOS(エヌオーエス)」、THE YELLOW DOGS 

## ディスコグラフィー

### ミニ・アルバム
- 今世[3]
  - ライブ会場限定販売（2014年10月24日発売）

### アルバム
- カーテンコール[4]
  - redrec / sputniklab inc.（RCSP-0063 2015年12月16日発売）
  - アルバム収録曲「はんすう」は、テレビ東京系「ソレダメ!〜あなたの常識は非常識!?〜」10月クール・エンディングテーマ

### その他
- 牛乳／浮気者
  - （1st DEMO）